# Радиогорка (холм)
Радиого́рка — холм на западе северной стороны Севастополя. Ограничивается с юга Севастопольской бухтой, с запада Чёрным морем (западный берег), с севера балкой в районе парка Учкуевка, с востока Михайловской балкой.
Холм получил название из-за того, что в 1901 году во время экспериментов с радиопередачей Александра Попова здесь находился один из радиоприемников. Радиоприемник был установлен выше Константиновской батареи.
На холме расположены многоэтажный жилой микрорайон Радиогорка, частная и дачная застройка, военные части. На западе есть парк им. 35-летия Победы и пляж «Толстый» (от названия мыса Толстый).
Рядом находятся памятники истории и архитектуры:
- Михайловская батарея
- Константиновская батарея
- Северный форт

## Галерея

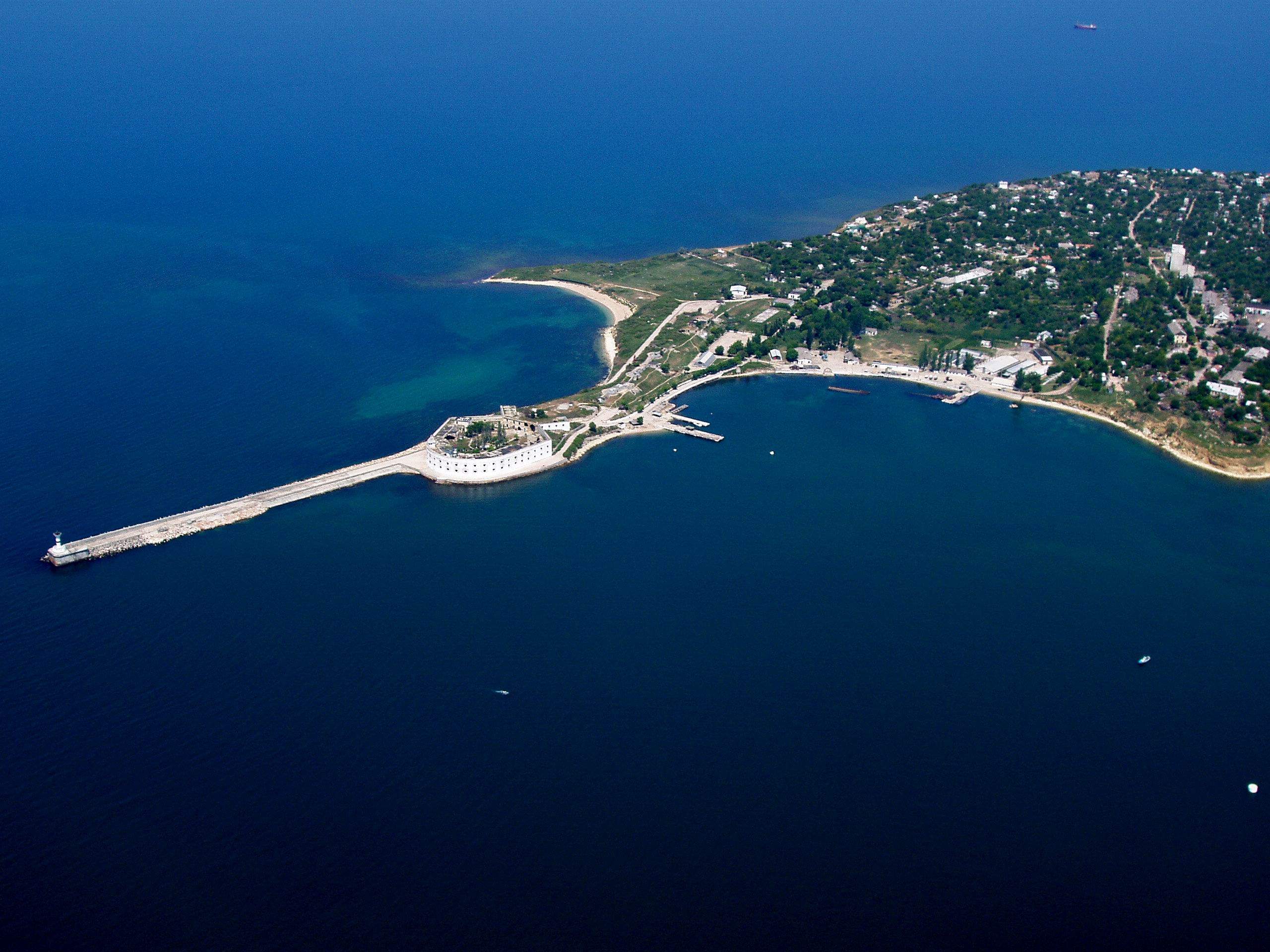
Константиновский равелин и западная часть Радиогорки
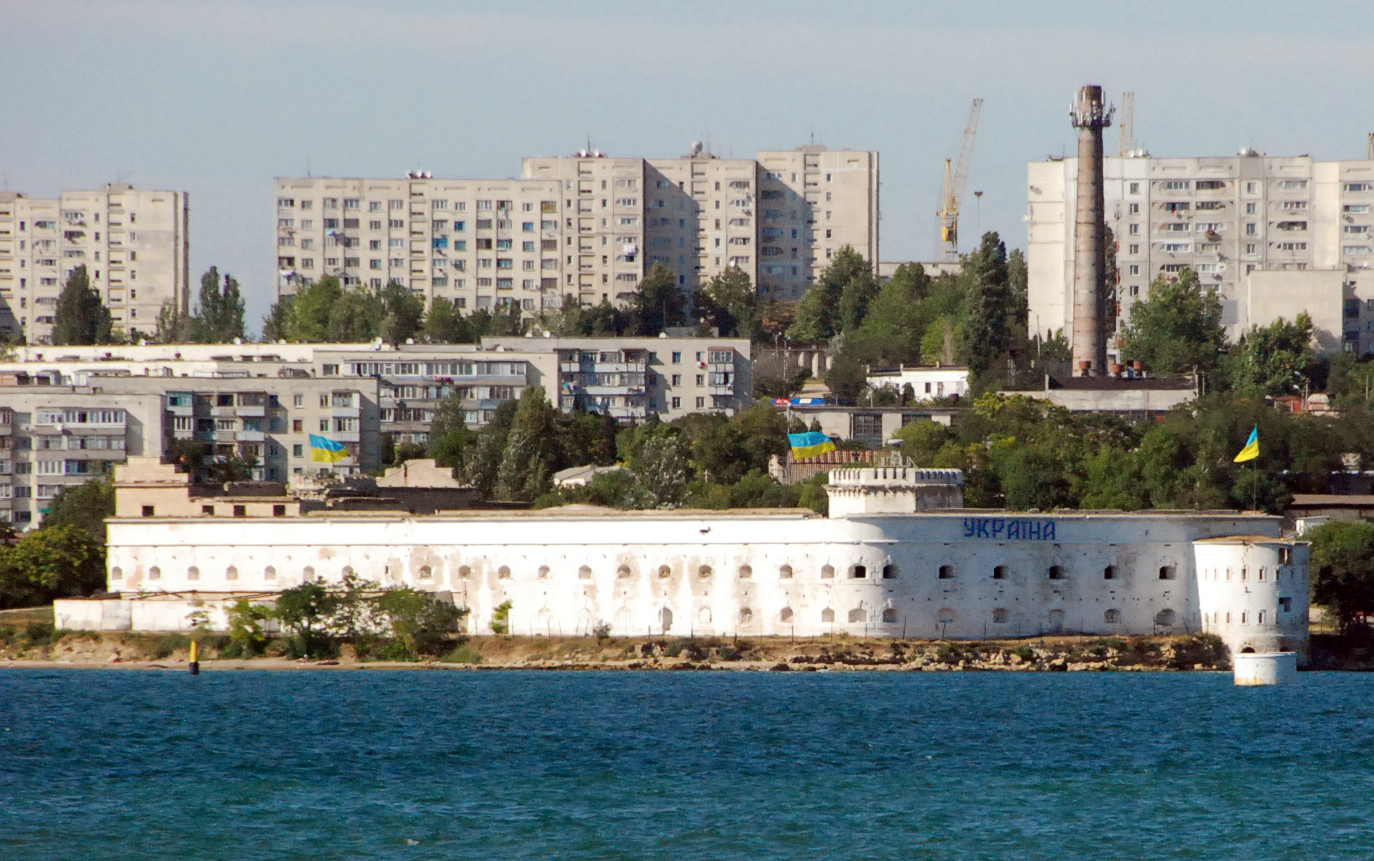
Михайловский равелин и микрорайон Радиогорка
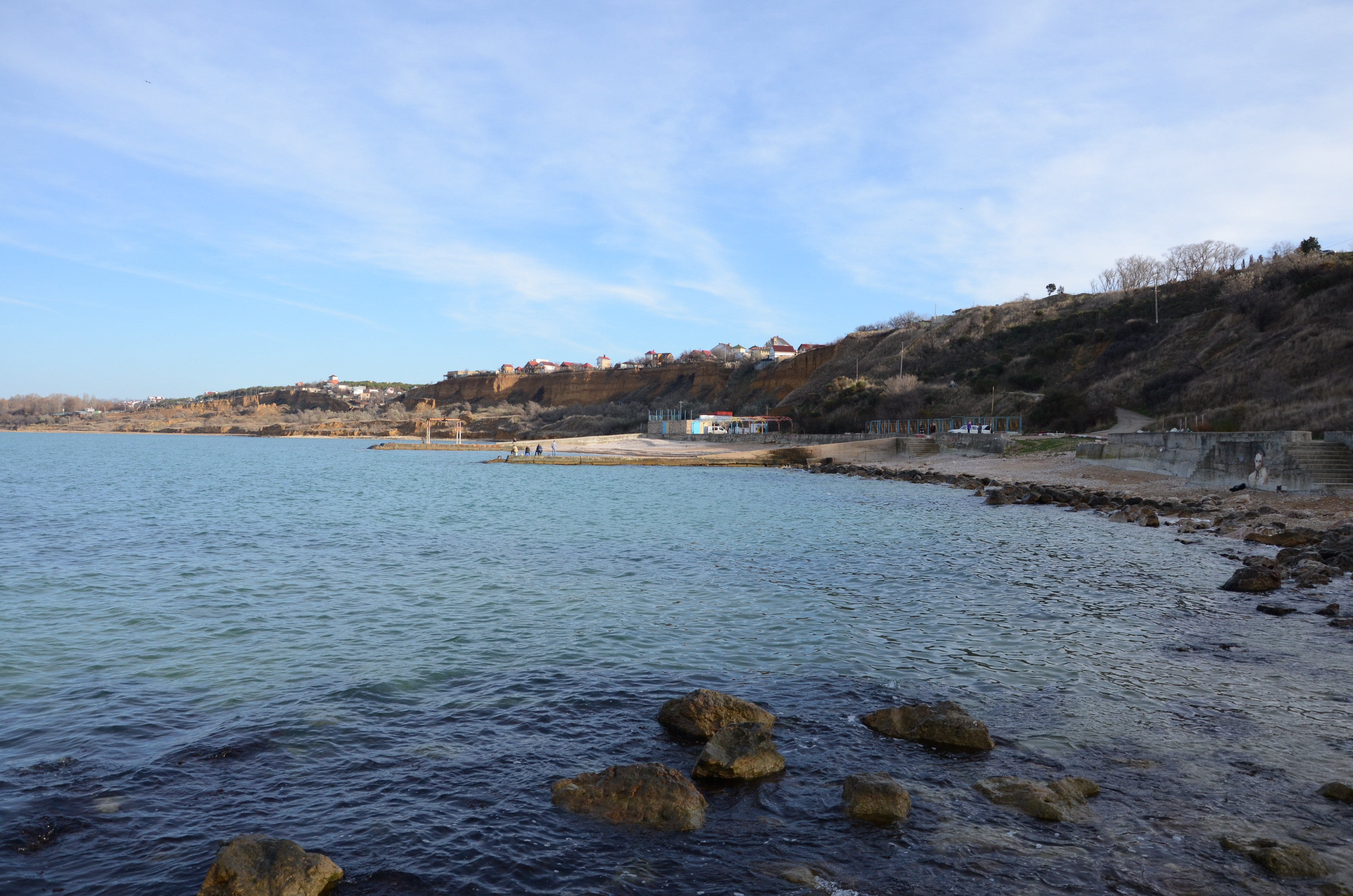
Западный берег и пляж «Толстый»